# Sankt Sofia-katedralen i Kyiv
Sankt Sofia-katedralen (eller Sankt Sophia) i Ukraines hovedstad Kyiv, er et arkitektonisk monument i Kijevriget. Den tidligere katedral er et af byens mest kendte vartegn og det første kulturarv i Ukraine, der er optaget på verdensarvslisten sammen med Petjerskaklostret. Ud over hovedbygningen omfatter katedralen en række tilhørende bygninger som et klokketårn og Metropolitanens hus. I 2011 blev det historiske sted overført fra Ukraines ministerium for regionaludvikling til Ukraines kulturministerium.
En af grundene til flytningen var, at både Sankt Sophiekatedralen og Kyiv Pechersk Lavra af UNESCO's Verdensarvsprogram er registreret som ét kompleks, mens de to i Ukraine blev styret af forskellige statslige enheder. Den er nu et museum.
På ukrainsk er katedralen kendt som Sobor Sviatoi Sofii (Собор Святої Софії) eller Sofiiskyi sobor (Софійський собор).
Katedralkomplekset er hovedkomponenten i verdensarvsstedet sammen med museet i National Sanctuary "Sophia of Kyiv", som er den statslige institution, der er ansvarlig for bevarelsen af katedralkomplekset samt fire andre historiske seværdigheder i hele landet.

## Historie
Katedralen er opkaldt efter Hagia Sophia-katedralen (Hellige Visdom) fra det 6. århundrede i Konstantinopel (det nuværende Istanbul), som var dedikeret til  Hellig Visdom snarere end til en specifik helgen ved navn Sofia.
De første fundamenter blev lagt i 1037 eller 1011, men det tog to årtier at færdiggøre katedralen. Ifølge en teori sponsorerede Yaroslav den vise opførelsen af Sankt Sofiakatedralen i 1037 for at fejre sin afgørende sejr over de nomadiske Pechenegs i 1036 (som herefter aldrig var en trussel mod Kyiv). Ifølge Dr. Nadia Nikitenko, en historiker, der har studeret katedralen i 30 år, blev katedralen grundlagt i 1011 under Yaroslavs far, storfyrste af Kievan Rus, Vladimir den Store, under hans regeringstid. Dette er blevet accepteret af både UNESCO og Ukraine, som officielt fejrede katedralens 1000-års jubilæum i løbet af 2011. Bygningen har 5 skiber, 5 apsiser og (ret overraskende for byzantinsk arkitektur) 13 kupler. Den er omgivet af to-etagers gallerier fra tre sider. Den måler 37 til 55 meter, og det ydre var tidligere beklædt med sokler. Indvendigt er der bevaret mosaikker og freskoer fra det 11. århundrede, herunder en forfalden fremstilling af Jaroslavs familie og Jomfru Maria i Orant.
Oprindeligt var katedralen et gravsted for de kievanske herskere, herunder Vladimir Monomakh, Vsevolod Yaroslavich og katedralens grundlægger Yaroslav I den Vise, selv om kun sidstnævntes grav er bevaret den dag i dag.
]
Efter Andrei Bogoljukij af Vladimir-Suzdals plyndring af Kiev i 1169, efterfulgt af Mongolernes invasion af Rus' i 1240, forfaldt katedralen. Den blev også stærkt beskadiget i det 16. århundrede, da det Den polsk-litauiske realunion forsøgte at forene de katolske og ortodokse kirker. I denne periode var katedralen næsten ødelagt: dens tag var forfaldet, og mange vægmalerier var forsvundet.
Efter Brestunionen i 1595-96 tilhørte Sofia-katedralen den ukrainske græsk-katolske kirke, indtil den blev taget i besiddelse af den moldaviske østlige ortodokse kirke og den metropolitanske biskop Peter Mogila (Mohyla) i 1633. Mogila bestilte reparationsarbejdet, og den øverste del af bygningen blev genopbygget af den italienske arkitekt Octaviano Mancini, i den tydelige ukrainsk barokstil, samtidig med at det byzantinske interiør blev bevaret, så dets pragt blev bevaret intakt. Arbejdet fortsatte under den kosakkiske Hetman Ivan Mazepa indtil 1767. I denne periode blev der omkring Sophia-katedralen opført et klokketårn, en klosterkantine, et bageri, et "Metropolitens hus", de vestlige porte (Zborovski-portene), et klosterkontor, et broderskabscampus og en bursa (seminarium). Alle disse bygninger, samt katedralen efter genopbygningen, har karakteristiske træk af ukrainsk barok.
Efter Den Russiske Revolution 1917 og under den sovjetiske antireligiøse kampagne i 1920'erne krævede regeringens plan, at katedralen skulle ødelægges og grunden omdannes til en park "Helte af Perekop". (efter en af den Røde Hærs sejre i Den Russiske Borgerkrig på Krim). Katedralen blev reddet fra ødelæggelse (det modsatte Sankt Michaels guldkuplede kloster blev ødelagt i 1935) primært takket være mange videnskabsmænd og historikeres indsats. Ikke desto mindre konfiskerede Sovjets myndigheder i 1934 kirkens omkringliggende arkitektoniske kompleks fra det 17.-18. århundrede, og udnævnte det til et arkitektonisk og historisk museum.
Siden slutningen af 1980'erne har sovjetiske og senere ukrainske politikere lovet at give bygningen tilbage til den ortodokse kirke. På grund af forskellige skikke og fraktioner inden for kirken blev tilbageleveringen udskudt, da alle ortodokse og græsk-katolske kirker gør krav på den. Selv om alle de ortodokse kirker har fået lov til at holde gudstjenester på forskellige datoer, er de på andre tidspunkter nægtet adgang. En alvorlig hændelse var begravelsen af Patriark Volodymyr fra Ukraines ortodokse kirke - Kyiv Patriarkat i 1995, hvor uropolitiet måtte forhindre begravelsen på museets område, og der fandt et blodigt sammenstød sted. Efter begivenheder som disse har ingen religiøs organisation endnu fået ret til at afholde regelmæssige gudstjenester. Komplekset er nu fortsat et sekulært museum for Ukraines kristendom, og de fleste af dets besøgende er turister.
|                                                                  |
| Jomfru Maria er ofte afbilledet i bedestillingen Orant, ca. 1000 |

|                      |
| Kirkefædre, ca. 1000 |

|              |
| Deesis, 1000 |

|                                               |
| Gruppeportræt på sydvæggen af skibet, c. 1000 |

|                             |
| Yaroslav den vises sakrofag |

|                                      |
| Bebudelsen. Ærkeenglen Gabriel, 1000 |

|                                |
| Sankt Sofia, Guds visdom, 1700 |